# José María Cid Ruiz-Zorrilla
José María Cid Ruiz-Zorrilla (Zamora, 1882 - 1956) va ser un advocat i polític espanyol d'ideologia dretana, membre del Partit Agrari, diputat a les Corts Espanyoles i ministre durant la II República.

## Biografia
Fill de Fabriciano Cid Santiago, l'històric líder de l'esquerra albista (seguidors de Santiago Alba) a la província de Zamora, José María Cid era Advocat de l'Estat per oposició. Ja en la dictadura de Primo de Rivera va mostrar la seva oposició al règim, i es va declarar republicà abans fins i tot de la proclamació de la Segona República Espanyola.
La candidatura Republicana Independent, formada per dues figures de la “vella política”: Santiago Alba Bonifaz, antic cap de l'Esquerra Liberal, i José María Cid, que havia estat el seu correligionari a la província de Zamora.
Després dels comicis, va ingressar en la Minoria Agrària i es va erigir en dirigent destacat del Partit Provincial Agrari, peça clau de la política zamorana durant aquells anys.

## Diputat
Impulsor del Partit Provincial Agrari, que més tard s'incorporaria al Partit Agrari Espanyol, Cid va ser elegit diputat a Corts per la circumscripció de Zamora a les eleccions de 1931 i 1933.
En les Corts Constituents es van fer notar, per la seva actuació en el si de la Minoria Agrària, els qui haurien de ser els seus principals dirigents: Antonio Royo Villanova, cèlebre per la seva aferrissada oposició a l'Estatut d'autonomia de Catalunya de 1932; José María Cid, tenaç opositor a la llei de Reforma Agrària; i José Martínez de Velasco, president, en aquell temps, d'aquesta minoria, convertida en baluard combatiu de les diverses dretes no republicanes.
En les eleccions de 1936 va ser escollit per la circumscripció de Zamora amb 69 250 vots d'un total de 118.163 votants, de 175.800 electors, resultant el segon candidat més votat després d'Antonio Rodriguez Cid.

## Ministeri
Ocupa la cartera de ministre de Comunicacions entre el 16 de desembre de 1933 i el 4 d'octubre de 1934, data en què passaria a ocupar la de ministre d'Obres Públiques en la qual romandria fins al 3 d'abril de 1935.
Durant les negociacions electorals mantingudes pel PAE amb la resta de partits dretans, cal destacar el protagonisme exercit per José María Cid, qui, nomenat president del Comitè Electoral, va actuar com a autèntic “home fort” del seu partit. La seva designació va poder haver-se al comentat rebuig que Martínez de Velasco suscitava en la CEDA i els monàrquics per la seva reiterada coincidència amb Niceto Alcalá-Zamora.
Fou un dels vint-i-dos juristes addictes a la revolta designats pel Ministeri de Governació el 21 de desembre de 1938 que van elaborar el “dictamen sobre la il·legitimitat dels poders actuants el 18 de juliol de 1936”.